# Amoreuxia malvifolia
Amoreuxia malvifolia là một loài thực vật có hoa trong họ Bixaceae. Loài này được A.Gray mô tả khoa học đầu tiên năm 1852.